# Hrabstwo River Cess
Hrabstwo River Cess – hrabstwo w południowej części Liberii ze stolicą w River Cess. 
Według spisu ludności z 2008 roku liczy sobie 65 862 mieszkańców.